# Daniel Pfaffengut
Daniel Pfaffengut (* 12. Mai 1996 in Kaufbeuren) ist ein deutscher Eishockeyspieler, der seit Juli 2024 bei den Löwen Frankfurt aus der Deutschen Eishockey Liga (DEL) unter Vertrag steht und dort auf der Position des Centers spielt. Zuvor war Pfaffengut bereits für die Schwenninger Wild Wings in der DEL aktiv. Sein jüngerer Bruder Denis Pfaffengut ist ebenfalls professioneller Eishockeyspieler.

## Karriere

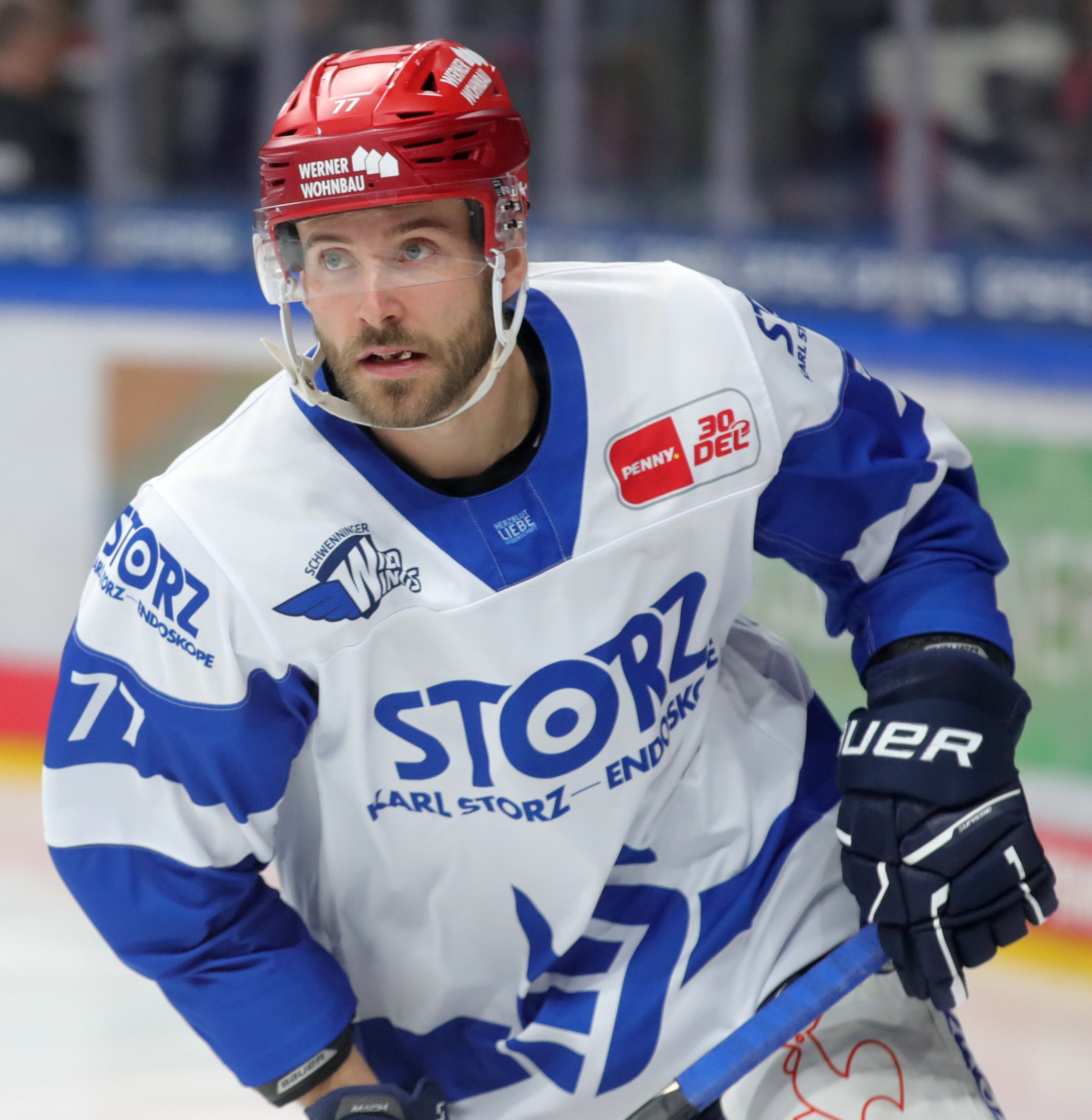
Pfaffengut im Trikot der Schwenninger Wild Wings (2023)

Pfaffengut durchlief die Nachwuchsabteilung des ESV Kaufbeuren, dem Eishockeyverein aus seiner Geburtsstadt. Bereits als Zwölfjähriger lief der Stürmer in der Saison 2008/09 für die U16-Mannschaft des ESVK in der Schüler-Bundesliga auf, ab dem Sommer 2012 stand er regelmäßig im Kader der Kaufbeurer U19-Mannschaft in der Deutschen Nachwuchsliga (DNL). Teilweise wurde er auch auf Leihbasis in der Jugend-Bundesliga-Mannschaft des Augsburger EV eingesetzt.
Im Verlauf der Saison 2013/14 schaffte der 17-Jährige, obwohl noch drei Jahre im Juniorenbereich einsetzbar, den Sprung in den Profikader des ESV Kaufbeuren in der DEL2. Im Verlauf der folgenden drei Spielzeiten pendelte das Nachwuchstalent so zwischen dem DNL- und DEL2-Aufgebot des Klubs, der sich in den Spieljahren 2014/15 und 2015/16 erfolgreich gegen den Abstieg aus der Zweitklassigkeit stemmte. Während dieser Zeit absolvierte Pfaffengut auch eine Ausbildung zum Zahntechniker. Zur Saison 2016/17 wechselte Pfaffengut zum Ligakonkurrenten Ravensburg Towerstars. In seinem ersten DEL2-Jahr mit dem Klub absolvierte der Angreifer lediglich 22 Partien, da er ab Dezember 2016 wegen einer Wadenbeinfraktur sowie eines Risses des Syndesmose- und Innenbands im Sprunggelenk für den Rest der Spielzeit ausfiel. Erst zum folgenden Spieljahr kehrte er in den Kader zurück und sammelte in beiden Jahren annähernd 30 Scorerpunkte. In der Saison 2018/19 sicherte sich Pfaffengut mit den Towerstars die Meisterschaft der DEL2 und absolvierte zudem – mit einer Förderlizenz ausgestattet – drei Partien für die Schwenninger Wild Wings aus der Deutschen Eishockey Liga (DEL).
Zur Saison 2019/20 wurde der Offensivspieler fest von den Wild Wings verpflichtet. Zwar behielt er für seine erste DEL-Spielzeit weiter eine Förderlizenz für seinen Ex-Klub aus Ravensburg, kam aber mit der Ausnahme von fünf Einsätzen ausschließlich für Schwenningen zum Einsatz. In der Hauptrunde der Saison 2023/24 gelang Pfaffengut in seinem fünften Jahr bei den Wild Wings mit 34 Scorerpunkten der Durchbruch, nachdem seine vorherige Bestleistung bei 14 Punkten in der Spielzeit 2022/23 gelegen hatte. Mit 20 Toren erzielte Pfaffengut dabei in der Hauptrunde zusammen mit Alexander Karachun die meisten Tore für seinen Verein und hatte damit einen wichtigen Anteil an der erfolgreichsten Saison der Wild Wings seit 30 Jahren. Er verließ den Klub daraufhin am Saisonende und schloss sich dem Ligakonkurrenten Löwen Frankfurt an.

### International
Nachdem Pfaffengut in den Juniorennationalmannschaften des Deutschen Eishockey-Bundes keine Berücksichtigung gefunden hatte, wurde er im April 2021 von Bundestrainer Toni Söderholm in den Kader der deutschen A-Nationalmannschaft eingeladen. Im weiteren Verlauf spielte der Stürmer beim Deutschland Cup 2023.

## Erfolge und Auszeichnungen
- 2019 DEL2-Meister mit den Ravensburg Towerstars

## Karrierestatistik
Stand: Ende der Saison 2024/25
(Legende zur Spielerstatistik: Sp oder GP = absolvierte Spiele; T oder G = erzielte Tore; V oder A = erzielte Assists; Pkt oder Pts = erzielte Scorerpunkte; SM oder PIM = erhaltene Strafminuten; +/− = Plus/Minus-Bilanz; PP = erzielte Überzahltore; SH = erzielte Unterzahltore; GW = erzielte Siegtore; 1 Play-downs/Relegation; Kursiv: Statistik nicht vollständig)